# What a Girl Wants
What a Girl Wants è un singolo della cantante pop Christina Aguilera, pubblicato il 13 dicembre 1999 per l'etichetta discografica RCA. È stato estratto dal suo album di debutto, Christina Aguilera.
Pubblicato nel tardo 1999, il singolo arrivò alla numero uno della Billboard Hot 100 per due settimane, divenendo il secondo singolo di Christina Aguilera ad arrivare alla numero uno. Il singolo riuscì ad arrivare anche alla numero tre nel Regno Unito e alla numero cinque in Australia.
What a Girl Wants ha guadagnato cinque nomination agli MTV Video Music Awards: "miglior video femminile", "migliore nuova artista", "miglior video pop", "scelta del pubblico", e "miglior coreografia" (premio per la coreografa Tina Landon), oltre che una nomination ai Grammy Award come "migliore performance pop femminile" del 2001.

## Descrizione
What a Girl Wants è stata scritta da Shelly Peiken e Guy Roche, ed è stata prodotta da Roche. Nella sua prima canzone dedicata agli uomini, la Aguilera ringrazia un uomo che è stato con lei, e che non l'ha abbandonata mentre era confusa e aveva bisogno di tempo per 'respirare'. A differenza del suo precedente singolo, Genie in a Bottle, questo brano non è destinato ad affrontare l'aspetto sessuale delle relazioni, ma piuttosto la parte più romantica ed amorevole.
Insieme a Genie in a Bottle e Beautiful, la canzone è spesso considerata una della più significative della sua carriera, ma per ironia della sorte, il singolo rischiava di non essere mai pubblicato. La casa discografica della Aguilera, la RCA Records, aveva inizialmente ritenuto il brano So Emotional più adatto ad essere il secondo singolo. La Aguilera pensò che si trattasse di una scelta poco adatta, in quanto So Emotional non aveva avuto l'impatto di Genie in a Bottle e la sua carriera si sarebbe arenata al secondo singolo.
Nonostante la RCA non fosse convinta delle motivazioni della cantante, la Aguilera continuò ad opporsi ed alla fine What a Girl Wants fu pubblicato come secondo singolo. Sempre assecondando le richieste della cantante, la canzone fu remixata e ri-registrata (What a Girl Wants in originale era una ballata, inadatta per le radio). La nuova versione di "What a Girl Wants" conservava gran parte della melodia originale, ma possedeva una nuova energia. Poiché la nuova versione della canzone non era presente nell'album, il disco Christina Aguilera fu ristampato, con la nuova versione di What a Girl Wants al posto dell'originale.

## Tracce
CD singolo - Versione europea
1. What a Girl Wants (Radio Edit) – 3:20
2. What a Girl Wants (Smooth Mix) – 3:27

CD singolo - Versione giapponese
1. What a Girl Wants (Radio Edit) – 3:54
2. Genie in a Bottle – 3:40
3. Genie in a Bottle (The Eddie Arroyo Rhythm Mix) – 3:58

CD singolo - Versione statunitense
1. What a Girl Wants (Radio Edit) – 3:23
2. We're a Miracle – 4:09

CD singolo maxi - Versione europea e australiana
1. What a Girl Wants (Radio Version) – 3:20
2. What a Girl Wants (Smooth Mix) – 3:27
3. Too Beautiful for Words – 4:11

CD1 singolo maxi - Versione inglese e irlandese
1. What a Girl Wants (Radio Edit) – 3:20
2. What a Girl Wants (Smooth Mix) – 3:27
3. Christina Album Medley – 4:55

CD2 singolo maxi - Versione inglese e irlandese
1. What a Girl Wants (Radio Edit) – 3:23
2. We're a Miracle – 4:09
3. What a Girl Wants (Video) – 4:06

CD singolo (remix) - Versione statunitense
1. What a Girl Wants (Thunderpuss Fiesta Club Mix) – 6:13
2. What a Girl Wants (Thunderpuss Dirty Club Mix) – 6:33
3. What a Girl Wants (Eddie Arroyo Long Dance Mix) – 8:07
4. What a Girl Wants (Eddie Arroyo Down Tempo Mix) – 4:20

Vinile 12" (remix) - Versione tedesca
Lato A
1. What a Girl Wants (Eddie Arroyo Long Dance Mix) – 8:07
2. What a Girl Wants (Eddie Arroyo Down Tempo Mix) – 4:20

Lato B
1. What a Girl Wants (Fiesta Club Mix) – 6:13
2. What a Girl Wants (Thunderpuss 2000 Dark Dub) – 8:49
3. What a Girl Wants (Thunderpuss 2000 Dirty Club Mix) – 6:33

## Classifiche
| Classifica (1999) | Posizione più alta |
| ----------------- | ------------------ |
| Stati Uniti       | 1                  |
| Nuova Zelanda     | 1                  |
| Canada            | 1                  |
| Spagna            | 1                  |
| Irlanda           | 7                  |
| Regno Unito       | 3                  |
| Australia         | 5                  |
| Belgio (Fiandre)  | 8                  |
| Francia           | 11                 |
| Finlandia         | 12                 |
| Paesi Bassi       | 14                 |
| Belgio (Vallonia) | 16                 |
| Svizzera          | 17                 |
| Italia            | 18                 |
| Austria           | 22                 |
| Svezia            | 24                 |

### Classifiche di fine anno
| Classifica (1999) | Posizione più alta |
| ----------------- | ------------------ |
| Australia         | 74                 |
| Francia           | 95                 |
| Nuova Zelanda     | 32                 |
| Paesi Bassi       | 98                 |
| Svizzera          | 84                 |
| Stati Uniti       | 19                 |